# Sungai Buluh (Batang Anai)
Sungai Buluh is een bestuurslaag in het regentschap Padang Pariaman van de provincie West-Sumatra, Indonesië. Sungai Buluh telt 14.979 inwoners (volkstelling 2010).